# Richard Wasicky
Richard Wasicky (6. února 1884, Těšín – 10. srpna 1970, São Paulo) byl farmakolog, působící v Rakousku a v Brazílii, původem slezský žid.
Odborně se věnoval zejména farmakognozii.